# La vie est belle (album de Keen'V)
Pour les articles homonymes, voir La vie est belle.
Albums de Keen'V
Carpe Diem
(2011) Ange ou Démon
(2013)
Singles
1. Les Mots
Sortie : 29 décembre 2011
2. Ma vie au soleil
Sortie : 9 juillet 2012
3. Elle t'a maté (Fatoumata)
Sortie : 19 novembre 2012

La vie est belle est le troisième album studio de l'artiste français Keen'V sorti le 23 juillet 2012. Il contient 19 chansons.
Il est certifié Disque de platine après que 130.000 exemplaires ont été vendus.

## Liste des pistes
| 1.      | La vie est belle                           | 3:18 |
| 2.      | Ma vie au soleil                           | 3:05 |
| 3.      | Les Mots                                   | 3:17 |
| 4.      | Petite Émilie                              | 3:23 |
| 5.      | Prince charmant                            | 3:17 |
| 6.      | Héroïne                                    | 4:02 |
| 7.      | Où va le monde                             | 5:08 |
| 8.      | En l'amour                                 | 3:09 |
| 9.      | Le plus beau jour                          | 3:42 |
| 10.     | Tu vas prendre cher                        | 3:09 |
| 11.     | Contre son corps                           | 4:12 |
| 12.     | Chaque jour                                | 3:44 |
| 13.     | Encooore (avec Lorelei B)                  | 3:11 |
| 14.     | Elle t'a maté (Fatoumata)                  | 3:28 |
| 15.     | Clara                                      | 2:46 |
| 16.     | De cette nuit                              | 4:01 |
| 17.     | Faut que je m'en aille (avec Lorelei B)    | 3:26 |
| 18.     | En dessous (de la ceinture) (avec Nawaach) | 3:19 |
| 19.     | J'aimerais trop (Version acoustique)       | 3:08 |
| 1:06:45 |                                            |      |

## Classements
| Classement (2012)            | Meilleure position |
| ---------------------------- | ------------------ |
| Belgique (Wallonie Ultratop) | 9                  |
| France (SNEP)                | 2                  |

## Anecdotes
- Dans cet album, Lorelei.B a accompagné son frère pour deux chansons : Encore et Faut que je m'en aille.
- Le 19 novembre 2012, il sort un nouveau titre intitulé Elle t'a maté. Le single se classe numéro 1 du club 40, le classement des chansons les plus diffusées dans les discothèques en France, la semaine du 16 novembre 2012. Le clip met en scène une fausse émission de téléréalité d'enfermement animée par Booder, Crazy Hotel. Il y a de nombreux candidats comme Keen'V, Fatoumata, Eve Angeli, Phee-Leap ou encore Egg, une femme chauve.